# Consalvo Sanesi
Consalvo Sanesi, italijanski dirkač Formule 1, * 28. marec 1911, Terranuova Bracciolini, Arezzo, Italija, † 28. julij 1998, Milano, Italija.
Consalvo Sanesi je pokojni italijanski dirkač Formule 1. Debitiral je na domači in zadnji dirki sezone 1950 za Veliko nagrado Italije, kjer je odstopil. Že na svoji drugi dirki za Veliko nagrado Švice v sezoni 1951 pa je dosegel četrto mesto, svoj največji uspeh kariere. V tej sezoni je na Veliki nagradi Velike Britanije dosegel šesto mesto in le za mesto zgrešil uvrstitev med dobitnike točk, to pa je bila tudi njegova zadnja dirka Formule 1. Umrl je leta 1998.

## Popoln pregled rezultatov
(legenda) (odebeljene dirke pomenijo najboljši štartni položaj, poševne pa najhitrejši krog, †-uvrščen kljub odstopu)
| Leto | Moštvo                  | Šasija         | Motor                 | 1     | 2   | 3       | 4      | 5    | 6   | 7       | 8   | Prv | Toč |
| ---- | ----------------------- | -------------- | --------------------- | ----- | --- | ------- | ------ | ---- | --- | ------- | --- | --- | --- |
| 1950 | Scuderia Alfa Romeo SpA | Alfa Romeo 158 | Alfa Romeo Straight-8 | VB    | MON | 500     | ŠVI    | BEL  | FRA | ITA Ret |     | -   | 0   |
| 1951 | Scuderia Alfa Romeo SpA | Alfa Romeo 159 | Alfa Romeo Straight-8 | ŠVI 4 | 500 | BEL Ret | FRA 10 | VB 6 | NEM | ITA     | ŠPA | 12. | 3   |